# Rohrberg (Tirol)
Rohrberg ist eine Gemeinde im Zillertal und im Bezirk Schwaz im Bundesland Tirol mit 572 Einwohnern (Stand 1. Jänner 2024).

## Geografie
Die Gemeinde Rohrberg erstreckt sich östlich des Zillers auf den Hängen des Rohrberges in einer Höhenlage zwischen 600 und 2200 m. Die Grenze im Nordwesten bildet der Ziller, nach Osten steigt das Land im Törljoch auf 2189 m an.
Die Fläche beträgt zehn Quadratkilometer. Davon sind 27 Prozent landwirtschaftliche Nutzfläche, 53 Prozent sind bewaldet und 14 Prozent Almen.

### Gemeindegliederung
Die Gemeinde besteht aus den Ortsteilen Rohr, Haslach, Hochfeld, Mühlbachsiedlung und den Streusiedlungen am Westhang der Karspitze (2263 m). Dieser Berg ist der letzte südwestliche Ausläufer der Kitzbüheler Alpen.
Der Sitz der Gemeinde befindet sich im Tal im kleinen Ortsteil Rohr, rund 1,5 km nordöstlich von Zell am Ziller. Kirchlich gehört die Gemeinde Rohrberg zur Pfarre Zell.
Die Gemeinde gehört zum Gerichtsbezirk Zell am Ziller.

### Nachbargemeinden
Alle Nachbargemeinden liegen im Bezirk Schwaz.
|                | Aschau im Zillertal                         | Stummerberg |
|                | Kompassrose, die auf Nachbargemeinden zeigt |             |
| Zell am Ziller | Gerlosberg                                  |             |

## Geschichte
Im Mittelalter war der Flurname Ror für die Gegend üblich, so erstmals 1350. Erst 1427 erscheint Rorperg. Der Name geht auf mittelhochdeutsch ror (Schilfrohr, Röhricht) zurück. Im Steuerkataster von 1779 bildet es eine Hauptmannschaft des Pflegegerichtes Zell. 1817 wurde daraus die politische Gemeinde Rohrberg gebildet.
Vom 16. bis 18. Jahrhundert bestand hier ein gewerkschaftlicher Goldbergbau, der 1838 wegen mangelnder Rentabilität aufgelassen wurde. Das Pochwerk befand sich in Rohr am Fuße des Rohrberges. Das ehemalige Verwaltungsgebäude des Bergwerks, das sogenannte Gallerhaus, wurde vom Kammersänger Felix von Kraus (1870–1937) aus München erworben und zu einer Villa umgebaut, nach dem großen Künstler ist auch die schön angelegte Kraus-Promenade benannt.
Die 1978/79 eröffneten Anlagen der Kreuzjochbahn (früher Ski-Zell, jetzt Zillertal Arena) und die Grindlalm-Seilbahn (nicht mehr in Betrieb) sowie die Himmellifte befinden sich auf Rohrberger Gemeindegebiet. Durch die Errichtung dieser Aufstiegshilfen und den Ausbau des Hauptweges auf den Rohrberg nahm der Tourismus in der Gemeinde stark zu.

### Bevölkerungsentwicklung
| Rohrberg: Einwohnerzahlen von 1869 bis 2024         | Rohrberg: Einwohnerzahlen von 1869 bis 2024 | Rohrberg: Einwohnerzahlen von 1869 bis 2024 | Rohrberg: Einwohnerzahlen von 1869 bis 2024 | Rohrberg: Einwohnerzahlen von 1869 bis 2024 |
| --------------------------------------------------- | ------------------------------------------- | ------------------------------------------- | ------------------------------------------- | ------------------------------------------- |
| Jahr                                                |                                             |                                             |                                             | Einwohner                                   |
| 1869                                                | 1869                                        |                                             | 313                                         | 313                                         |
| 1880                                                | 1880                                        |                                             | 313                                         | 313                                         |
| 1890                                                | 1890                                        |                                             | 284                                         | 284                                         |
| 1900                                                | 1900                                        |                                             | 250                                         | 250                                         |
| 1910                                                | 1910                                        |                                             | 224                                         | 224                                         |
| 1923                                                | 1923                                        |                                             | 237                                         | 237                                         |
| 1934                                                | 1934                                        |                                             | 253                                         | 253                                         |
| 1939                                                | 1939                                        |                                             | 258                                         | 258                                         |
| 1951                                                | 1951                                        |                                             | 310                                         | 310                                         |
| 1961                                                | 1961                                        |                                             | 320                                         | 320                                         |
| 1971                                                | 1971                                        |                                             | 420                                         | 420                                         |
| 1981                                                | 1981                                        |                                             | 414                                         | 414                                         |
| 1991                                                | 1991                                        |                                             | 403                                         | 403                                         |
| 2001                                                | 2001                                        |                                             | 378                                         | 378                                         |
| 2011                                                | 2011                                        |                                             | 534                                         | 534                                         |
| 2021                                                | 2021                                        |                                             | 576                                         | 576                                         |
| 2024                                                | 2024                                        |                                             | 572                                         | 572                                         |
| Quelle(n): Statistik Austria, Gebietsstand 1.1.2021 |                                             |                                             |                                             |                                             |

## Wirtschaft und Infrastruktur
Am Fuße des Rohrbergs wurde während der Kriegsjahre 1939 bis 1945 von der TIWAG das Gerloskraftwerk erbaut, das 1953 an die Tauernkraftwerke (heutige Verbund AG) abgegeben werden musste. Die vier Maschinensätze im Krafthaus (576 m) nutzen das im 614 m höher gelegenen Speicher Gmünd im Gerlostal (1190 m) gestaute Wasser, das dem Werk in einem 7,4 km langen Triebwasserstollen zugeleitet wird.

### Fremdenverkehr

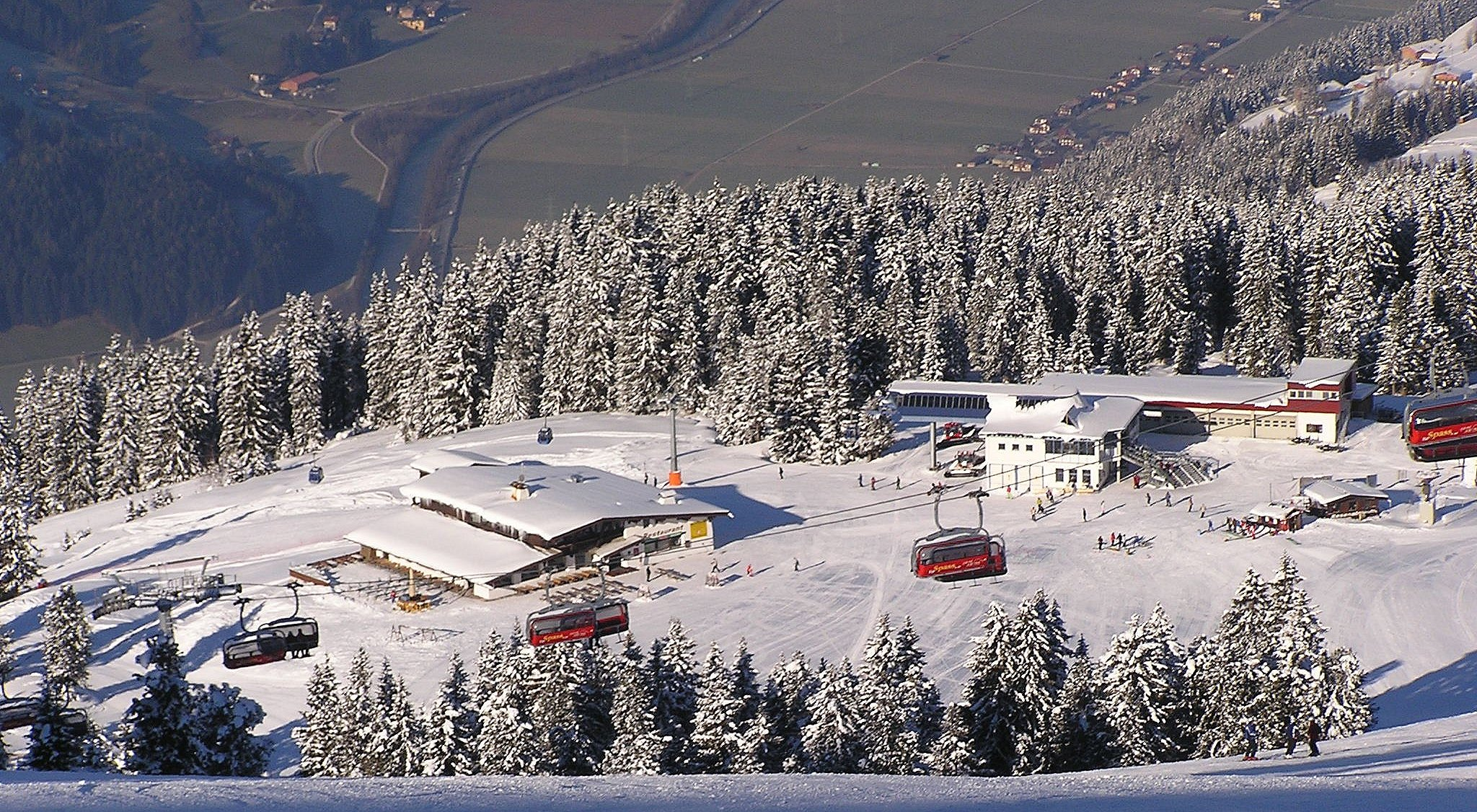
Bergstation Rosenalmbahn

In Rohrberg befindet sich die Talstation der „Zillertal Arena“, deren Lifte zu den Almgebieten von Rohrberg führen.
Die Anzahl der Übernachtungen nahm von 46.000 im Jahr 2010 auf 84.000 im Jahr 2019 zu. Mehr als die Hälfte davon entfällt auf die drei Monate Jänner bis März.

### Verkehr
Rohrberg hat Anschluss über die Zillertalstraße B 169. Im nahe gelegenen Zell am Ziller befindet sich eine Haltestelle der Zillertalbahn. Seit September 2007 besteht die Möglichkeit das RegioTax zu nutzen. Das RegioTax wird in Kooperation mit dem VVT (Verkehrsverbund Tirol) und dem Rohrberger Unternehmen Taxi Lois für die Gemeinden Rohrberg und Gerlosberg als Nahverkehrsmittel angeboten. Eine Linie fährt im regelmäßigen Takt auf den Bergteil der Gemeinde Rohrberg und der Gemeinde Gerlosberg, die zweite Linie bedient die Ortsteile im Talbereich der Gemeinde Rohrberg (Haslach, Klamml, Hochfeld, Mühlbachsiedlung und Rohr).

## Politik
Der Gemeinderat hat insgesamt 11 Mitglieder.
- Mit den Gemeinderats- und Bürgermeisterwahlen in Tirol 1998 hatte der Gemeinderat folgende Verteilung: 6 Parteifreie Gemeinschaftsliste, 3 Allgemeine Liste der Gemeinde Rohrberg und 2 Wirtschaft Arbeit Tourismus.[5]
- Mit den Gemeinderats- und Bürgermeisterwahlen in Tirol 2004 hatte der Gemeinderat folgende Verteilung: 8 Parteifreie Gemeinschaftsliste Rohrberg und 3 Allgemeine Liste - ÖVP Rohrberg.[6]
- Mit den Gemeinderats- und Bürgermeisterwahlen in Tirol 2010 hatte der Gemeinderat folgende Verteilung: Parteifreie Gemeinschaftsliste und Allgemeine Liste Rohrberg.[7]
- Mit den Gemeinderats- und Bürgermeisterwahlen in Tirol 2016 hat der Gemeinderat folgende Verteilung: 7 Parteifreie Gemeinschaftsliste, 2 Allgemeine Liste Rohrberg und 2 Für Rohrberg.[8]
- Mit den Gemeinderats- und Bürgermeisterwahlen in Tirol 2022 hat der Gemeinderat folgende Verteilung: 7 Parteifreie Gemeinschaftsliste, 4 Allgemeine Liste Rohrberg.[9]

### Bürgermeister
- 1970–1983 Josef Klocker
- 1983–1998 Franz Brugger
- seit 1998 Johann Schreyer[10]

### Wappen
Der Gemeinde wurde 1990 folgendes Wappen verliehen: In rotem Schild mit goldenem Berg drei goldene Schilfkolben mit sechs Blättern in verwechselten Farben.
Die Schilfkolben stehen für den Gemeindenamen, der ursprünglich „Schilfberg“ bedeutete. Die goldene Farbe erinnert an den früheren Abbau von Gold.